# Handelsbarrière
Een handelsbarrière of handelsbelemmering is in de economie een van overheidswege opgelegde set voorwaarden die het handelen tussen verschillende landen bemoeilijkt om de eigen markt en product te beschermen, door producten uit het buitenland te hinderen bij het betreden van de markt. De volgende soorten handelsbelemmeringen worden onderscheiden:
- tariefmuren;
- invoerrechten;
- protectionisme;
- isolationisme, een extreme vorm van protectionisme.

Tarifaire handelsbelemmeringen zijn douanerechten die voor een aantal invoerproducten of tariefartikelen gelden. Non-tarifaire handelsbelemmeringen kunnen onder meer bestaan uit het opleggen van normen over de in te voeren producten. Door overdreven kwaliteitseisen (bijvoorbeeld het Reinheitsgebot of de productie-eisen van parmaham) kan het voor het exporterende land onmogelijk zijn om eraan te voldoen. Om dit alles te beteugelen, is de Algemene Overeenkomst betreffende tarieven en handel (GATT) afgesloten en is de Wereldhandelsorganisatie (WTO) opgericht.
Als handelsbelemmeringen verdwijnen heeft dit uiteenlopende gevolgen, zoals de toename van handel op internationaal niveau, bijvoorbeeld binnen de Europese Unie. En voor een bedrijf wordt het makkelijker om vanuit een plek goederen over een continent te distribueren. Het kan zich nu bijvoorbeeld richten op de kwaliteit, kosten en de toegankelijkheid van een haven.